# Любавка (река)
Любавка (Любавец) — река в России, течёт по территории Новоржевского района Псковской области. Правый приток Сороти. Длина реки — 10 км.
Начинается в лесу на высоте около 107 м над уровнем моря возле урочища Островки. В среднем течении пересекает деревню Крутцы и далее течёт по заболоченной лесной местности, принимая слева реку Любавец напротив деревни Усадище. Устье Любавки находится на высоте 66 м над уровнем моря в 52 км по правому берегу Сороти.

## Данные водного реестра
По данным государственного водного реестра России относится к Балтийскому бассейновому округу, водохозяйственный участок реки — Великая. Относится к речному бассейну реки Нарва (российская часть бассейна).
Код объекта в государственном водном реестре — 01030000112102000028168.